# Sågfilare
Sågfilare var i äldre tider benämning på kringvandrande hantverkare, som slipade alla slags verktyg, speciellt sågar.
I den politiska debatten har benämningen använts om säsongsarbetare från Ryssland, som i hundratal sökte sig till Sverige 1899-1914 och i vida kretsar betraktades som ryska spioner. Deras närvaro utnyttjades som argument för ökat försvar.
Aktiv i den debatten var bland annat August Strindberg som i sina skrifter hävdade att sågfilarna var rekryterade till Sverige av dem som ville skrämma folket till att ta ställning för en ny pansarbåt.
De flesta sågfilare var enkla bönder från Novgorodområdet som ville få extrainkomster, men åtminstone 1909-1912 var några verkligen ryska reservofficerare på underrättelseuppdrag.